# Алмазне (Казахстан)
Алма́зне (каз. Алмаз) — село у складі Чингірлауського району Західноказахстанської області Казахстану. Адміністративний центр Алмазненського сільського округу.
У радянські часи село називалось Алмазний.
Населення — 532 особи (2021; 832 у 2009, 1208 у 1999, 1376 у 1989).